# Jerome Karle
Jerome Karle, tên khai sinh là Jerome Karfunkel, (18 tháng 6 năm 1918 – 6 tháng 6 năm 2013) là một nhà hóa lý người Mỹ gốc Do Thái. Ông đã đoạt giải Nobel Hóa học năm 1985 chung với Herbert A. Hauptman cho công trình phân tích trực tiếp cấu trúc tinh thể bằng cách sử dụng kỹ thuật tỏa tia X (X-ray scattering techniques).

## Cuộc đời và Sự nghiệp
Karle sinh ngày 18 tháng 6 năm 1918 tại thành phố New York, trong một gia đình rất quan tâm tới nghệ thuật. Ông đã chơi dương cầm ngay từ khi còn trẻ và đã tham dự nhiều cuộc thi (dương cầm), tuy nhiên ông lại quan tâm tới khoa học nhiều hơn.
Ông theo học trường Abraham Lincoln High School tại Brooklyn, và sau đó đã nối bước Arthur Kornberg (đoạt giải Nobel Y học 1959) và Paul Berg (đoạt giải Nobel Hóa học 1980), là những người tốt nghiệp của trường để đoạt giải Nobel. Khi còn trẻ, Karle thích chơi môn bóng ném, trượt băng, touch football và bơi lội gần Đại Tây Dương.
Karle bắt đầu học đại học ở tuổi 15, đậu bằng cử nhân ở City College of New York năm 1937, nơi ông học thêm các khóa học về sinh học, hóa học và toán học theo chương trình giảng dạy ở đây. Ông đậu bằng thạc sĩ ở Đại học Harvard năm 1938, chuyên về sinh học.
Nhằm tích lũy tiền để học tiếp sau đại học, Karle đã xin vào làm việc ở Cục Y tế bang New York (New York State Department of Health) tại Albany New York, nơi ông đã phát triển một phương pháp đo các mức flo hòa tan, một kỹ thuật trở thành tiêu chuẩn cho việc flo hóa nước.
Ông đăng ký vào Đại học Michigan năm 1940 và đã gặp người vợ tương lai của mình, Isabella Lugoski, người ngồi ở bàn kế bên trong suốt khóa học hóa lý đầu tiên của mình. Hai người kết hôn vào năm 1942. Mặc dù ông hoàn thành nghiên cứu của mình vào năm 1943, nhưng ông được trao bằng tiến sĩ vào năm sau.
Bắt đầu từ năm 1943 sau khi đậu bằng tiến sĩ, Karle làm việc trong Dự án Manhattan ở Đại học Chicago cùng với vợ – tiến sĩ Isabella Karle – một trong các nhà khoa học trẻ nhất và cũng là một trong vài phụ nữ làm việc ở dự án này. Năm 1944, hai vợ chồng trở lại Đại học Michigan, nơi Karle làm trong một dự án cho Phòng thí nghiệm nghiên cứu Hải quân Hoa Kỳ (United States Naval Research Laboratory). Năm 1946, họ di chuyển về Washington, D.C. để làm việc trong Phòng thí nghiệm nghiên cứu Hải quân.

## Giải Nobel Hóa học
Karle và Herbert A. Hauptman được trao giải Nobel Hóa học năm 1985 cho công trình nghiên cứu việc sử dụng kỹ thuật tỏa tia X để xác định trực tiếp cấu trúc của các tinh thể, một kỹ thuật được dùng để nghiên cứu các đặc tính sinh học, hóa học, vật lý và luyện kim. Thông qua việc cô lập vị trí của các nguyên tử trong một tinh thể, cấu trúc phân tử của vật liệu được nghiên cứu có thể được xác định, cho phép thiết kế các quy trình để sao chép lại các phân tử được nghiên cứu. Kỹ thuật này đã đóng một vai trò quan trọng trong việc phát triển các dược phẩm mới và vật liệu tổng hợp khác.

## Nghỉ hưu

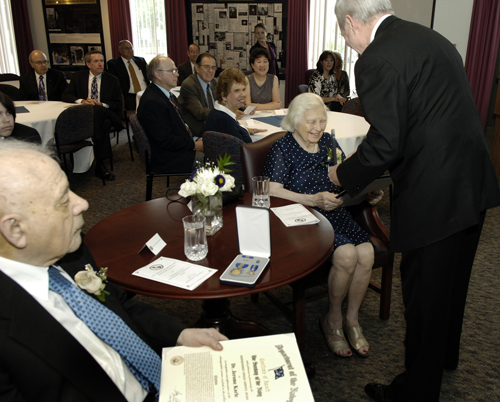
Jerome (phía trước, bên trái) và Isabella Karle (ngồi giữa) trong buổi lễ nghỉ hưu của họ năm 2009

Karle và vợ nghỉ hưu ngày 31 tháng 7 năm 2009, sau khi 2 vợ chồng làm việc tổng cộng 127 năm cho chính phủ Hoa Kỳ (Karle gia nhập Phòng thí nghiệm nghiên cứu Hải quân năm 1944 và vợ 2 năm sau). Vào lúc nghỉ hưu, Karle giữ chức Trưởng ban Khoa học của Phòng thí nghiệm cấu trúc vật liệu. Buổi lễ tiễn biệt hai vợ chồng nghỉ hưu có sự tham dự của Bộ trưởng Hải quân Hoa Kỳ Ray Mabus, người đã trao tặng cặp vợ chồng này "Giải Công vụ Dân chính xuất sắc của Bộ Hải quân" (Department of the Navy Distinguished Civilian Service Award), giải thưởng cao nhất dành cho các công chức dân chính của Hải quân Hoa Kỳ.

## Đời tư
Vợ chồng Karle có ba người con gái, tất cả đều làm việc trong các lãnh vực liên quan tới khoa học: Louise (sinh năm 1946) là nhà hóa học lý thuyết. Jean (sinh năm 1950) là nhà hóa học hữu cơ. Người con gái út, Madeleine (sinh năm 1955) là chuyên gia bảo tàng thuộc lãnh vực địa chất.